# Nemrine & Bkaouza
Nemrine & Bkaouza è un centro abitato e comune (municipalité) del Libano situato nel distretto di Minieh e Dinnieh, governatorato del Nord Libano.